# 조우인
조우인(1998년 2월 27일 ~ )는 대한민국의 축구 선수로, 포지션은 수비수이다.